# Voerendaal vasútállomás
Voerendaal vasútállomás vasútállomás Hollandiában, Voerendaal községben, Voerendaal településen.

## Vasútvonalak
Az állomást az alábbi vasútvonalak érintik:
- Heerlen–Schin op Geul-vasútvonal
- Heuvellandlijn

## Kapcsolódó állomások
A vasútállomáshoz az alábbi állomások vannak a legközelebb:
- Heerlen Woonboulevard vasútállomás (északkelet)
- Klimmen-Ransdaal vasútállomás (délnyugat)